# Svaly trupu člověka
Trup lidského těla (část těla mezi hlavou a končetinami) obklopuje několik vrstev svalů. Některé z nich se účastní při dýchání, jiné podpírají a vyztužují tělo, aby se svou váhou nezhroutilo.

## Některé svaly
- Velký prsní sval (m. pectoralis major) – párový hrudní sval přitahující paži k tělu. Má vějířovitý tvar a štěpí se do dvou nestejných částí. Zúžené konce jsou připevněny ke kosti pažní. Menší část širokého konce je připojena ke kosti klíční, větší část ke kosti hrudní a ke chrupavkám žeber. Prsní sval táhne paži kupředu a k tělu. Také paží otáčí.

- Deltový sval (m. deltoideus) – ramenní sval pohybující paží. Deltový sval obaluje rameno a spojuje tři kosti – lopatku, kost klíční a kost pažní. Deltový sval zajišťuje nejvíce pohybů ramene a horní části paže. Zpevňuje rameno a pohybuje paží mnoha směry.

- Pilovitý sval přední (m. serratus anterior) – hrudní sval otáčející lopatkou. Každý z obou předních pilovitých svalů začíná na horních žebrech přední části hrudníku, stáčí se dozadu a končí na lopatce. Pilovitý sval přední tlačí lopatku ven, čímž zvedá rameno.

- Šikmý zevní sval břišní (mm. obliqui abdominis externi) – párový sval zpevňující břicho. Dva zevní šikmé svaly začínají od dolních žeber a směřují ke střední čáře těla. Zde po spojení vytvářejí tenkou pevnou vláknitou pochvu. Svaly napomáhají přímému břišnímu svalu a skupině břišních hlubokých šikmých svalů (mm. obliqui abdominis interni) udržovat orgány dutiny břišní na svém místě.

- Bránice – odděluje dutinu břišní od dutiny hrudní, plochý sval, hlavní dýchací sval